# Myotis punicus
Myotis punicus is een zoogdier uit de familie van de gladneuzen (Vespertilionidae). De wetenschappelijke naam van de soort werd voor het eerst geldig gepubliceerd door Felten, Spitzenberger, and Storch in 1977.